# Sportfreunde Siegen (Frauenfußball)
Die Sportfreunde Siegen sind ein deutscher Fußballverein aus Siegen. Zur Saison 1996/97 übernahmen die Sportfreunde Siegen die Frauenabteilung vom TSV Siegen. An die großen Erfolge des TSV Siegen konnten die Frauenmannschaft der Sportfreunde Siegen nicht anknüpfen. Der Einzug in das DFB-Pokalfinale in der Saison 1999/2000 ist der größte Erfolg für die Sportfreunde. In der Saison 2020/21 holte die Mannschaft den Meistertitel in der drittklassigen Regionalliga West, seit 2024 spielt sie in der Bezirksliga. 

## Geschichte

### 1996 bis 2001: Als Nachfolger in der Bundesliga
Vor der Saison 1996/97 übernahmen die Sportfreunde Siegen die Frauenabteilung des TSV Siegen, nachdem der TSV in der Saison 1995/96 die deutsche Meisterschaft gewonnen hatte. Als „Titelverteidiger“ belegte man in der Bundesliga Nord den dritten Platz und verpasste dadurch die Qualifikation für die Endrunde um die deutsche Meisterschaft. Im DFB-Pokal schied die Mannschaft im Viertelfinale gegen den FC Rumeln-Kaldenhausen (0:2) aus.
Zur Saison 1997/98 erfolgte die Bundesliga-Reform, sodass es in der Bundesliga nur noch eine Staffel mit 12 Teams gibt. In der ersten Saison im neuen Format erreichten die Sportfreunde den fünften Platz und im DFB-Pokal das Halbfinale, wo man mit 2:3 nach Verlängerung gegen den FSV Frankfurt verlor. In der folgenden Spielzeiten sammelte die Mannschaft aus Siegen insgesamt 37 Punkte und belegten den dritten Platz. Im DFB-Pokal schied man gegen den FCR 2001 Duisburg mit 1:4 aus.
In der Saison 1999/2000 konnte man diesmal mit 42 Punkten den dritten Platz erreichen und im DFB-Pokal den größten Erfolg der Vereinsgeschichte feiern: Durch Siege gegen SpVgg Oberaußem-Fortuna, SC 07 Bad Neuenahr, WSV Wolfsburg und Grün-Weiß Brauweiler erreichten die Siegenerinnen das Pokalfinale. Im Olympiastadion Berlin unterlag die Mannschaft um Silke Rottenberg gegen den 1. FFC Frankfurt.

### 2000 bis 2004: Zweifacher Abstieg und Wiederaufstieg
In der Saison 2000/01 belegten die Sportfreunde Siegen den achten Platz und damit ihre schlechteste Platzierung seit Einführung der eingleisigen Bundesliga. Obwohl der achte Platz den sportlichen Klassenerhalt bedeutet hätte, musste die Mannschaft absteigen, weil der Verein keine Lizenz für die kommende Bundesliga-Spielzeit erhielt. Im Achtelfinale des DFB-Pokal war nach einer 0:10-Niederlage gegen den 1. FFC Frankfurt Endstation.
Durch den Zwangsabstieg musste die Frauenmannschaft der Sportfreunde Siegen in der Saison 2001/02 in der zweitklassigen Fußball-Regionalliga West antreten. In der ersten Regionalliga-Saison belegte man mit 50 Punkten den zweiten Platz hinter dem SpVgg Oberaußem-Fortuna und verpasste damit die Qualifikation für die Aufstiegsrunde zur Bundesliga. Als letztjähriger Bundesligist waren die Siegenerinnen für den DFB-Pokal qualifiziert und trafen in der 1. Runde auf den FCR 2001 Duisburg. Das Spiel ging mit 0:9 verloren. Für die nächste Saison konnte sich die Sportfreunde Siegen durch eine Niederlage im Finale des Westfalenpokals gegen FC Gütersloh 2000 nicht qualifizieren.
In der darauffolgenden Regionalliga-Spielzeit konnten die Sportfreunde Siegen nicht an die Leistungen der Vorsaison anknüpfen und sammelten nur 11 Punkte. Damit belegten sie den 13. Platz und stiegen in die Verbandsliga Westfalen ab. In der Verbandsliga wurde man Vizemeister und konnte damit in die Regionalliga West aufsteigen.
| Saison | Liga                  | Platz                      | S                          | U                          | N                          | Tore                       | Punkte                     | DFB-Pokal                  |
| --- | --------------------- | -------------------------- | -------------------------- | -------------------------- | -------------------------- | -------------------------- | -------------------------- | -------------------------- |
| 1996/97 | Bundesliga Nord       | 3.                         | 13                         | 1                          | 4                          | 52:15                      | 40                         | Viertelfinale              |
| 1997/98 | Bundesliga            | 5.                         | 12                         | 2                          | 8                          | 46:23                      | 38                         | Halbfinale                 |
| 1998/99 | Bundesliga            | 3.                         | 10                         | 7                          | 5                          | 32:28                      | 37                         | Achtelfinale               |
| 1999/00 | Bundesliga            | 3.                         | 13                         | 3                          | 6                          | 48:28                      | 42                         | Finale                     |
| 2000/01 | Bundesliga            | 8.                         | 7                          | 5                          | 10                         | 28:46                      | 26                         | Achtelfinale               |
| 2001/02 | Regionalliga West     | 2.                         | 15                         | 5                          | 4                          | 79:39                      | 50                         | 1. Runde                   |
| 2002/03 | Regionalliga West     | 13.                        | 3                          | 2                          | 19                         | 41:89                      | 11                         | nicht qualifiziert         |
| 2003/04 | Westfalenliga         | 2.                         | 21                         | 5                          | 2                          | 110:40                     | 68                         | nicht qualifiziert         |
| 2004/05 | Regionalliga West     | 6.                         | 11                         | 4                          | 7                          | 71:51                      | 37                         | nicht qualifiziert         |
| 2005/06 | Regionalliga West     | 6.                         | 9                          | 3                          | 10                         | 32:42                      | 30                         | nicht qualifiziert         |
| 2006/07 | Regionalliga West     | 8.                         | 7                          | 5                          | 10                         | 30:36                      | 26                         | nicht qualifiziert         |
| 2007/08 | Regionalliga West     | 7.                         | 7                          | 6                          | 7                          | 26:30                      | 27                         | nicht qualifiziert         |
| 2008/09 | Regionalliga West     | 12.                        | 8                          | 5                          | 13                         | 34:43                      | 29                         | nicht qualifiziert         |
| 2009/10 | Westfalenliga         | 1.                         | 25                         | 1                          | 0                          | 98:18                      | 76                         | nicht qualifiziert         |
| 2010/11 | Regionalliga West     | 3.                         | 13                         | 4                          | 9                          | 56:41                      | 43                         | nicht qualifiziert         |
| 2011/12 | Regionalliga West     | 4.                         | 13                         | 5                          | 6                          | 46:33                      | 44                         | nicht qualifiziert         |
| 2012/13 | Regionalliga West     | 9.                         | 8                          | 5                          | 11                         | 43:44                      | 29                         | 1. Runde                   |
| 2013/14 | Regionalliga West     | 6.                         | 13                         | 2                          | 11                         | 55:60                      | 61                         | 1. Runde                   |
| 2014/15 | Regionalliga West     | 10.                        | 9                          | 4                          | 13                         | 54:67                      | 31                         | nicht qualifiziert         |
| 2015/16 | Regionalliga West     | 12.                        | 7                          | 2                          | 17                         | 34:72                      | 23                         | nicht qualifiziert         |
| 2016/17 | Westfalenliga         | 3.                         | 19                         | 3                          | 6                          | 82:37                      | 60                         | nicht qualifiziert         |
| 2017/18 | Westfalenliga         | 4.                         | 14                         | 6                          | 4                          | 96:36                      | 48                         | nicht qualifiziert         |
| 2018/19 | Westfalenliga         | 3.                         | 16                         | 3                          | 7                          | 82:37                      | 51                         | nicht qualifiziert         |
| 2019/20 * | Westfalenliga         | 1.                         | 12                         | 1                          | 2                          | 55:11                      | 37                         | nicht qualifiziert         |
| 2020/21 * | Regionalliga West     | 1.                         | 5                          | 1                          | 0                          | 22:7                       | 16                         | nicht qualifiziert         |
| 2020/21 * | Entscheidungsrunde    | 1.                         | 2                          | 0                          | 1                          | 5:1                        | 6                          | nicht qualifiziert         |
| 2021/22 | Regionalliga West     | 9.                         | 12                         | 5                          | 11                         | 63:70                      | 41                         | Achtelfinale               |
| 2022/23 | Regionalliga West     | 9.                         | 9                          | 0                          | 15                         | 33:54                      | 27                         | nicht qualifiziert         |
| 2023/24 | Regionalliga West     | Rückzug, kein Spielbetrieb | Rückzug, kein Spielbetrieb | Rückzug, kein Spielbetrieb | Rückzug, kein Spielbetrieb | Rückzug, kein Spielbetrieb | Rückzug, kein Spielbetrieb | Rückzug, kein Spielbetrieb |
| 2024/25 | Bezirksliga Staffel 3 | 8.                         | 6                          | 4                          | 10                         | 35:48                      | 22                         | nicht qualifiziert         |
| grün unterlegte Spielzeiten kennzeichnen einen Aufstieg, rot unterlegte einen Abstieg * Vorzeitiger Abbruch der Saison aufgrund der COVID-19-Pandemie |                       |                            |                            |                            |                            |                            |                            |                            |

### 2004 bis 2008: Etablierung in der Regionalliga
Als Aufsteiger sicherte sich die Frauenmannschaft der Sportfreunde Siegen in der Saison 2004/05 den sechsten Platz in der Regionalliga West und in der darauffolgenden Spielzeit konnte sie den sechsten Platz bestätigen und etablierten sich in der Regionalliga. In der Saison 2006/07 bestätigten sie weiter die Ergebnisse aus den Vorjahr durch einen achten Platz und in der Saison 2007/08 durch einen siebten Platz.

### 2008 bis 2010: Abstieg und Wiederaufstieg
Nachdem man sich in den vorherigen Spielzeiten in der Regionalliga etablieren konnte, sammelte die Mannschaft in der Saison 2008/09 nur 29. Punkte und belegten auf den 12. Platz. Dadurch musste die Mannschaft einen Abstieg verkraften.
Im Gegensatz zur letzten Spielzeit in der Verbandsliga konnte die Siegenerinnen diesmal die Liga gewinnen und dadurch schafften sie den sofortigen Wiederaufstieg in die Regionalliga. In der Spielzeit verlor die Mannschaft kein Spiel und am Ende standen 25 Siege und ein Remis zu Buche.

### 2010 bis 2015: Erneute Etablierung in der Regionalliga
In der Saison 2010/11 sorgen die Sportfreunde aus Siegen in der Regionalliga für Furore und belegte am Ende der Saison den dritten Platz. Im Westfalenpokal erreichte die Mannschaft das Pokalfinale und verpasste dort durch eine 0:4-Niederlage gegen den VfL Bochum die Qualifikation für den DFB-Pokal.
In der darauffolgenden Saison konnten sie die Leistungen aus der Vorsaison durch den vierten Tabellenplatz. Im Westfalen erreichte man erneut das Finale und traf dort auf Germania Hauenhorst. Mit einem 3:2-Sieg sicherte man sich die Qualifikation für den DFB-Pokal.
In der Saison 2012/13 konnten sie die starken Leistungen aus den beiden vorherigen Spielzeiten nicht bestätigen und mit 29 Punkten nur den neunten Platz und damit den Klassenerhalt sichern. Im DFB-Pokal traf die Mannschaft der Sportfreunde Siegen auf den Zweitligisten TSG 1899 Hoffenheim und man verlor das Spiel im eigenen Stadion mit 0:2. Im Westfalenpokal konnte man zum dritten Mal in Folge das Pokalfinale erreichen und traf dort wieder auf den VfL Bochum. Obwohl die Mannschaft das Spiel mit 1:2 verlor, qualifizierte man sich für den DFB-Pokal, weil der VfL Bochum durch den Aufstieg in die zweite Bundesliga direkt für den DFB-Pokal qualifiziert war.
In der darauffolgenden Saison konnte die Mannschaft mit den sechsten Platz eine stärkere Saison spielen. Im DFB-Pokal lief es nicht so gut und die Mannschaft schied in der ersten Runde durch eine 0:9-Niederlage gegen den Zweitligisten SC Sand aus. In der Saison 2014/15 spielte die Sportfreunde wieder gegen den Abstieg, konnten aber mit dem 10. Platz die Klasse halten.

### 2015 bis 2019: Abstieg in die Verbandsliga
Am Ende der Saison 2015/16 lagen die Sportfreunde mit nur 23 Punkten auf dem zwölften Platz und standen als Absteiger aus der Regionalliga West fest. Ab der Saison 2016/17 trat die Mannschaft daher in der Westfalenliga an. Innerhalb von drei Jahren schafften es die „Sportfreundinnen“ in jeder Saison den dritten oder vierten Tabellenplatz zu erreichen, für den DFB-Pokal war man während dieser Zeit nicht qualifiziert.
In der Saison 2016/17 spielte die Junioren-Nationalspielerin Lena Uebach in Siegen und wechselte anschließend zum damaligen Zweitligisten Bayer Leverkusen.

### Seit 2019: Zwei Meistertitel während der Pandemie und Neustart in der Bezirksliga
Seit 2019 ging es für die Sportfreunde bergauf. Mit 12 Siegen aus 15 Spielen stieg die Mannschaft am Ende der wegen der Pandemie abgebrochenen Westfalenliga-Saison 2019/20 als Meister in die Regionalliga West auf. Da auch die Saison 2020/21 abgebrochen wurde und die „Sportfreundinnen“ bis dahin den ersten Tabellenplatz belegten, nahmen sie mit drei weiteren Mannschaften an einer Entscheidungsrunde teil. Aus dieser gingen die Sportfreunde Siegen als Sieger und somit als Meister der Regionalliga West hervor. Dies berechtigte sie, gegen den Meister der Regionalliga-Südwest, SV Göttelborn, zwei Spiele um den Aufstieg in die 2. Bundesliga zu bestreiten, die sie jedoch knapp verloren. Damit treten die Sportfreunde-Frauen auch in der Saison 2021/22 in der Regionalliga West an. Zudem ist Siegen erstmals nach 2013 wieder im DFB-Pokal vertreten. Dabei gewannen sie in der ersten Pokalrunde gegen den TuS Immendorf mit 17:0 und zogen so in die zweite Runde ein, in welcher sie auswärts mit 6:0 gegen den FSV Babelsberg gewannen. Im Achtelfinale scheiterten sie mit einem 0:9 am Zweitligisten SV Henstedt-Ulzburg
2019 und 2020 schafften es die Sportfreunde in das Westfalenpokalfinale, allerdings gingen beide Endspiele verloren.
Die Sportfreunde Siegen zogen ihre Mannschaft jedoch vor Beginn der Saison 2023/24 "aufgrund zahlreicher Gründe" aus der Regionalliga zurück und stehen somit als erster Absteiger fest. Zur Saison 2024/25 starteten die Sportfreunde Siegen in der Frauen Bezirksliga.

## Bekannte Spielerinnen

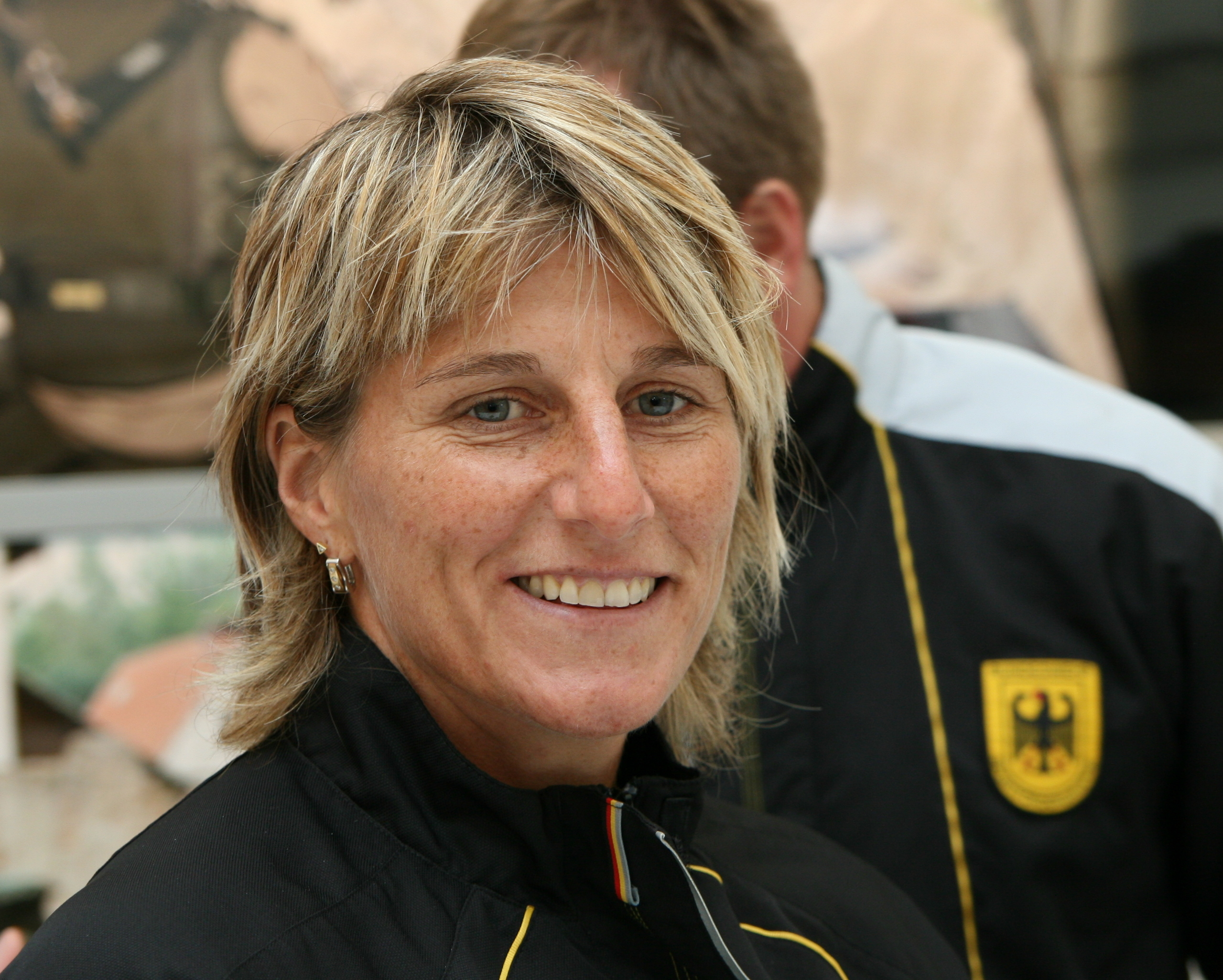
Silke Rottenberg: Zwischen 1996 und 2000 bei den Sportfreunden Siegen aktiv

- Louise Hansen (dänische Nationalspielerin)
- Monika Meyer (deutsche Nationalspielerin)
- Sandra Minnert (deutsche Nationalspielerin)
- Silke Rottenberg (deutsche Nationalspielerin)
- Lena Uebach (deutsche Junioren-Nationalspielerin)
- Manuela Goller (deutsche Nationalspielerin)

## Erfolge
- DFB-Hallenpokalsieger: 2001
- DFB-Hallenpokalfinalist: 2000
- DFB-Pokalfinalist: 1999/2000
- DFB-Supercupfinalist: 1996
- Dritter Platz beim Bundesliga-Saisoneröffnungsturnier: 1998, 1999, 2000
- Westfalenmeister: 2010, 2020
- Westfalenpokalsieger: 2011/12

## Zweite Mannschaft
2001 wurde die zweite Mannschaft Westfalenpokalmeister.
In der Saison 2008/09 spielte die zweite Mannschaft der Kreisliga und nach drei Spielzeiten in der Kreisliga stiegen sie auf in die Bezirksliga auf. Die zweite Mannschaft der Sportfreunde konnte mit insgesamt 65 Punkten die Liga gewinnen und schafften den Durchmarsch aus der Kreisliga in die Landesliga.
In ihrer ersten Landesliga-Spielzeiten in der Saison 2012/13 sicherten sich die Siegenerinnen mit Platz 11 den Klassenerhalt und in der zweiten Spielzeit konnten sie sich weiter in der Landesliga etablieren. Am Ende der Saison stand der achte Platz zu Buche und in der Saison 2015/16 sicherte man sich mit dem 14. Platz den Klassenerhalt. In der darauffolgenden Saison erreichte man nur noch den 15. Platz und stieg in die Bezirksliga ab.
In der Saison 2017/18 wurde die zweite Frauen-Mannschaft vom Spielbetrieb der Bezirksliga abgemeldet. Vor der Saison 2018/19 wurde die Mannschaft vom Spielbetrieb der Kreisliga A Siegen-Wittgenstein zurückgezogen. Seit der Saison 2019/20 tritt die Mannschaft jedoch in der Kreisliga an.

## Sonstiges
Die Heimspiele werden auf dem Kunstrasenplatzes des Leimbachstadions ausgetragen.
Im Jugendbereich ist die Frauenabteilung mit zwei B-Juniorinnen-Mannschaften aufgestellt.